# 橋本宗吉
橋本 宗吉（はしもと そうきち、宝暦13年(1763年） - 天保7年5月1日(1836年6月14日))または橋本 鄭（はしもと てい）は日本の蘭方医、蘭学者である。曇斎（どんさい）、絲漢堂とも号した。医学、天文学、本草学の翻訳を手がけた。また蘭学書を読み解いてエレキテルを自作し、エレキテルおよび数々の実験についての記述を残している。これらの業績より、日本の電気学の学術的研究の祖であるとも評される。

## 来歴

### 生い立ち
祖先は四国の阿波国那賀郡の郷士であったと伝えられている。宗吉の父の代に大阪にでてきた。宗吉が阿波の生まれか、大阪の生まれかは不明である。
傘屋で紋書き職人をしていたが、記憶力の良さから評判となり、医者の小石元俊に見出される。小石は、最新の蘭学書を翻訳するために、オランダ語に精通した者を探していた。小石は、天文学者であった間重富と相談し、両名が費用を負担して、橋本宗吉を江戸へ送り、オランダ語を学ばせることにした。寛政2年（1790年）、橋本は江戸に出て大槻玄沢の門弟となった。この事情については、杉田玄白の著『蘭学事始』にも以下のような記述がある。
小石元俊は、橋本宗吉の訳書『蘭科内外三法方典』に序文を寄せ、橋本について以下のように紹介している。
つまり小石元俊の記述によると、橋本は4ヶ月の江戸の滞在でオランダ語4万語を暗記した後、大阪に戻ったことになる。小石元俊と間重富に従事し、彼らの指導のもと、蘭学書の翻訳を行った。また彼らの仕事の手伝いをしていたと考えられる。間重富の『月食観測日記』の寛政10年（1798年）10月16日の項には、「橋本宗吉、蘭学者、兼テ測量ノ時ハ手伝イタスモノナリ」と記されている。

### 絲漢堂
橋本が従事していた小石元俊と間重富が相次いで大阪を離れると、寛政8年（1796年）頃、独立して医師を開業した。享和の初めのころ、居を移し、蘭学塾「絲漢堂」(しかんどう)を開いた。このころ『喝蘭新訳地球全図』を出版した。
寛政12年（1800年）、門弟の伏屋素狄、各務文献、大矢尚斎などと共に霞島の刑場で女刑屍の解剖を行った。この時の解剖図は各務文献、大矢尚斎が「婦人内景之略図」として詳細に書き残された。
その後、『蘭科内外三法方典』の執筆にとりかかり、文化元年（1804年）から文化10年（1814年）までに六巻を上梓した。序文は大槻玄沢が寄せ、本草・薬方・製薬・治病・奇方秘術などの各部に分かれている。

### 静電気学への取り組み

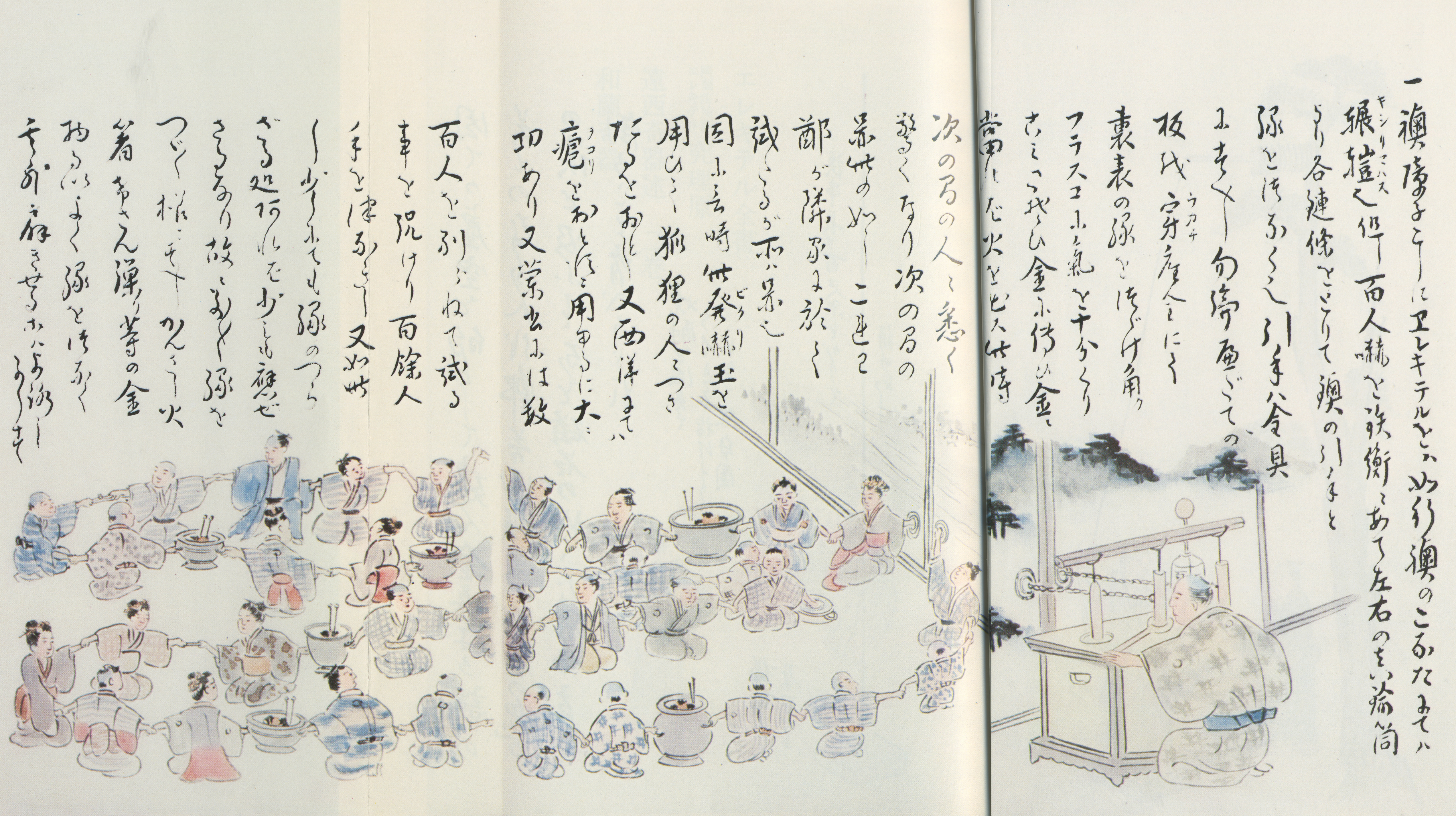
寺子屋「旭昇堂」でのエレキテルによる百人おどしの様子表した挿絵

自著『阿蘭陀始制エレキテル究理原』の付書によると、天明3年（1782年）の21歳のときに山中という人物の持っていたエレキテルを借りて実験したと書いている。
40歳のころから、エレキテルの研究に没頭した。恐らくは、オランダのボイス（Egbert Buys）が編集した百科事典「蘭: Nieuw en Volkomen Woordenboek van Konsten en Wetenschappen」を参考にしたと推測される。この百科事典の中で、電気に関する記述は図版も含めて13ページほどであり、該当箇所の内容は『エレキテル訳説』として橋本宗吉の手で翻訳された。さらにこの事典とヨハネス・ボイス（Johannes Buijs）著「蘭: Natuurkundjg schoolboek」を参考に、エレキテルを使い自ら行った実験を載せた『阿蘭陀始制エレキテル究理原』を著した。大槻玄沢は『厚生新編』の「越列吉低力的乙多」の項で以下のように橋本のことを記している。
橋本は単にエレキテルの原理を解説しただけではなく、エレキテルやライデン瓶を使った種々の実験を行った。これらの実験について、『阿蘭陀始制エレキテル究理原』の中で解説を行っている。例えば、寺子屋「旭昇堂」にて百余人の子供に感電実験（百人おどし）を行ったと記している。

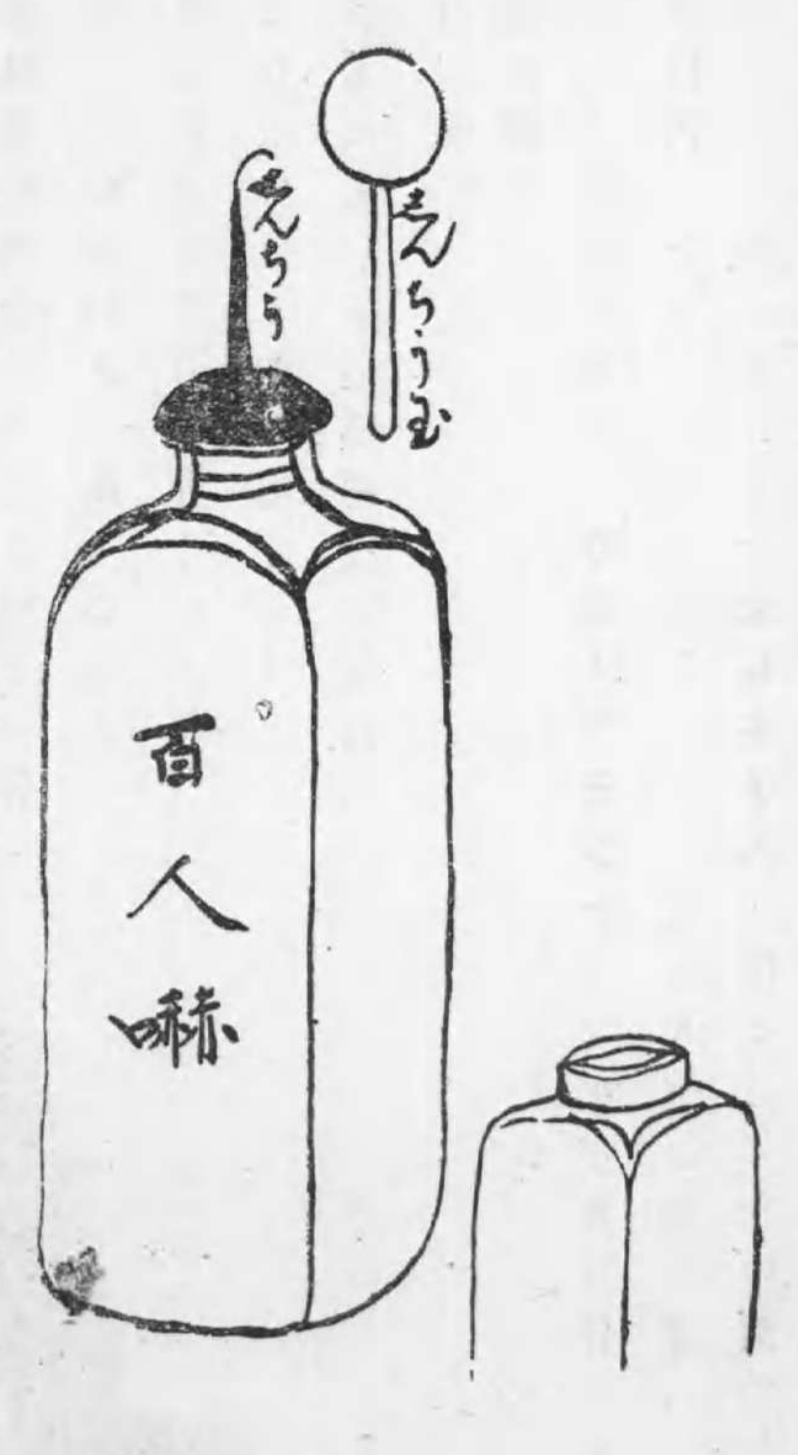
「百人おびえ」と書かれたライデン瓶

また『阿蘭陀始制エレキテル究理原』には、ベンジャミン・フランクリンの凧をつかった雷の実験（凧の実験）のごとく、泉州佐野で門人の中喜久太が高さ十九間（約40m）の松の木を使い「天の火を取る実験」を行ったことが記されている。この他にも『阿蘭陀始制エレキテル究理原』には、エレキテルで焼酎に火をつける実験、エレキテルでカエル・ネズミ・スズメなどを気絶させる実験、エレキテルの静電気で紙人形を踊らせる実験なども書かれている。
『阿蘭陀始制エレキテル究理原』には、松原右仲が作ったエレキテルと、それを参考に橋本が作ったと思われるエレキテルの説明が書かれている。これらのエレキテルは平賀源内のエレキテルと異なり、鉄衝(鉄砲の古い筒)に帯電させる方法を取っている。
ライデン瓶に静電気を溜める実験についても記述がある。ライデン瓶として、一升五合入るガラス瓶を用いたと記録している。構造としては、先端に真鍮の球をつけた真鍮棒を、ガラス瓶のなかに差し込み、ガラスとの間を松脂で封じ、瓶の外側に金箔を貼って、瓶の中に金属の削り屑や水などをいれたものである。
このような実験を集めて執筆された『阿蘭陀始制エレキテル究理原』上下二巻は、伏屋素狄の序文の日付から文化8年（1811年）の秋には完成していたはずであるが、文化10年（1813年）2月に出版願が出されている。しかし、同年8月に却下され、刊行に到らなかった。

### 西洋医事集成の翻訳
橋本は蘭学書翻訳の集大成として西洋医事集成の翻訳に取り掛かった。本書は当初、本草部24巻、薬方部5巻、製薬部6巻、治病部15巻の合計50巻とする予定であった。推敲の末、本草編と治病編の二編として合わせて35巻までとし、更に序文や総目次などを載せた首冊1巻を加えた。文化11年（1814年）、『西洋医事集成宝函』の出版を願い出て、文化13年（1816年）に許可が下り、文政4年まで出版が続けられた。
その後、加筆訂正が続けられたが、全巻の出版をみずに、橋本は大阪を去った。

### 晩年
文政年間後半の橋本宗吉の行動はよくわかっていない。文政10年（1827年）、橋本は、広島竹原に一時隠遁しといわれる。ここには、橋本の弟子で娘婿が医者をしており、これに頼ったものと考えられる。
隠遁の要因は明確ではない。有力な説として、文政10年に大阪で切支丹婆逮捕事件が起き、橋本の塾に出入りのあった藤田顕蔵がこれに連座して捕縛され、これに身の危険を感じたからというものがある。また、翌年に起こったシーボルト事件を察したためという説もある。橋本は天保元年（1829年）頃に大阪に戻った。このため、事件への連座を恐れたというより単に、娘夫婦の呼び寄せに応じただけという説が有力である。

### 死去
山本積善の『浪速人傑談』によれば、天保7年（1836年）に死去。現大阪市中央区上本町の念仏寺にて葬儀が行われた。念仏寺の過去帳には同寺に埋葬とあるが、墓石は立てられず、天満町の竜海寺にあったとも伝わる。

## 評価

### 電気学の祖

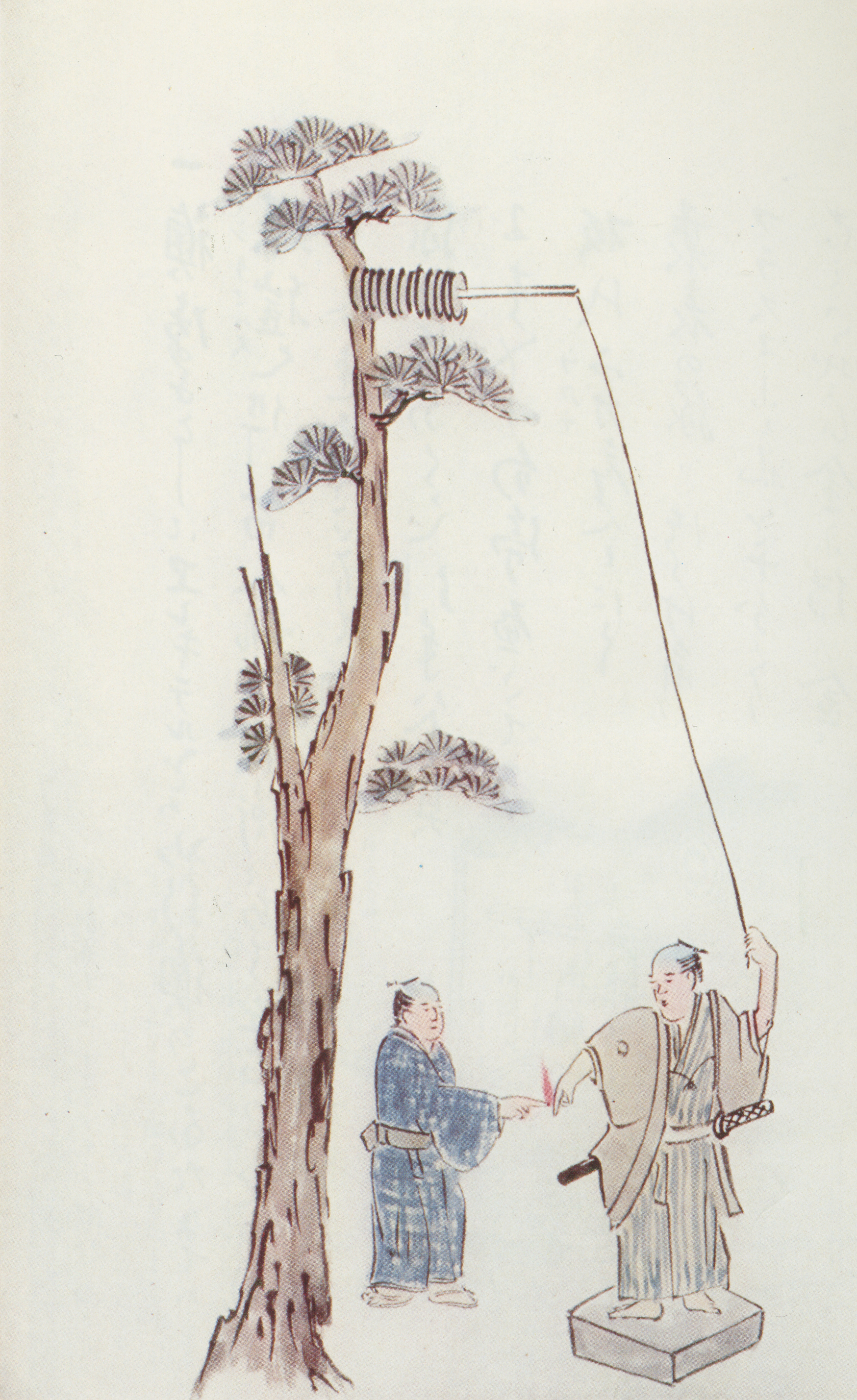
「泉州熊取谷にて、天の火を取る図説」と題された挿絵

エレキテルを用いて電気実験をした人物として、平賀源内が知られている。これよりも前にエレキテルや電気を紹介した文献として後藤梨春の『紅毛話』や森中良の『紅毛雑話』がある。しかし、エレキテルを単なる好奇や遊戯の対象として、あるいは医療用具としてではなく、自然現象の実験や観察対象として取り扱ったのは橋本が最初であるとされる。橋本が日本の電気学の祖とされる所以である。
この論拠として橋本宗吉はエレキテルの原理を説明している。例えば『阿蘭陀始制エレキテル究理原』のなかで「「ヱレキテル」は「ヱレクトリシテイト」と云と倶に琥珀の力と云ことなり是によりて我輩ヱレキテルを魄力車と喚びヱレキテルの気を魄力と呼ぶ」と記述している。橋本のエレキテルを使った実験の解説は、30項目に及ぶが、治療目的の記述は2であることから、橋本がエレキテルを自然科学を探求する道具として捉えていたと推察できる。

### 蘭学者として
大阪の医者、山木積善が文政11年（1828年）に刊行した『海内医林伝』は、主に京都と大阪在住の医師の名簿であるが、この中で橋本宗吉の項に「大坂ノ西洋学ハ宗吉ヨリ始マル」と書かれている。
寛政10年（1799年）の11月26日が、太陽暦の1月1日にあたり、大槻玄沢の蘭学塾である芝蘭堂ではこの日を「オランダ正月」と称して、祝う宴を開いた。このときの座興として東西蘭学者の番付がつくられた。この番付で、橋本は西の小結に挙げられている。
一方、地理の知識については、山村才助が厳しく批判している。『喝蘭新訳地球全図』について、師にあたる大槻玄沢がこれを入手。大槻が門弟の山村才助に添削を依頼したのであった。山村は、『六費弁誤』という小冊を記し、「橋本生ハ、ケダシ和蘭ノ書物ヲ読ミタル人ニハ非ズト見ユ」、「コノ地図ハ上ニ弁ズルゴトクニ夥シク臆説杜撰ヲナス」と痛烈に批判している。

### 翻訳者として
橋本のオランダ語の単語記憶力についてはすでに述べたような逸話が残っている。また長崎の通詞であった、楢林重兵衛が江戸からの帰りに大阪で宿泊した際、門弟の伏屋素狄の案内で橋本宗吉が訪ねてきた。楢林重兵衛が取り出した一冊の蘭書を橋本は「これを読むこと流水のごとく、その解釈することあたかも宿看のもののごとし」という能力をみせ、楢林重兵衛は「（通訳者として）われら、これに衣食するものもかくのごとく敏捷なるは稀なり、愧づべし愧づべし」と述べたという。
『西洋医事集成宝函』の出版にあたり、橋本は序文で「自分は泰西医籍を好み、これまでに数部を訳したがみな小冊砕篇である。このたび入手した医事宝函はすこぶる大部のもので、これこそ後世に伝えるに足るものである。西洋には元来、捌必児金鐸という言葉がある。つまり子を持たぬ人が著書を残して子孫に代えることである。自分は不幸にして一男もないので本書を訳して上梓し世を益したい」という内容を書き残している。

### 医師として
蘭学では名声を馳せたが、医師として世間の評価はあまり高くなかったと推測されている。証拠として、間重富が高橋至時に送った手紙では、医師としてうまくいっていないことが書かれていた。また江戸時代に作られた大阪の医師番付でも、橋本の評価が必ずしも高いものではなかった。例えば、文政3年の医師番付で橋本は、西前頭13枚目に位置されていた。他の番付でも前頭中位に橋本を置くものがほとんどであった。
絲漢堂から東に約1kmの場所に大坂銅吹屋があった。ここへ火傷治療のために橋本宗吉が、文政3年と天保4年に往診した記録が住友家の『年々記』に残っている。

## 墓石・記念碑
- 橋本宗吉の墓（大阪府大阪市念仏寺）[41][42][43] - 北緯34度40分13.2秒 東経135度31分13.5秒[43]

大正15年（1925年）に、大阪で電気博覧会が開かれる際に、大阪の有志によって、橋本を顕彰するために墓石が建立された。
- 橋本宗吉の墓（広島県竹原市照蓮寺）[42]- 北緯34度20分55.4秒 東経132度54分34.6秒

「舜誉文雄天真居士」との戒名が刻まれている。
- 橋本宗吉絲漢堂跡の碑（大阪府大阪市安堂寺橋通）[41] - 北緯34度40分35.9秒 東経135度30分8.8秒

## 著作

### 医学書
- 『蘭科内外三法方典』
- 『西洋医事集成宝函』

### 地理学
- 『喝蘭新訳地球全図』

### 電気学
- 『阿蘭陀始制エレキテル究理原』上下二巻[注釈 9]
- 『エレキテル訳説』